# KBO-PCOB
KBO-PCOB is met een kwart miljoen leden de grootste seniorenorganisatie van Nederland.

## Structuur
KBO-PCOB is een samenwerkingsverband tussen de ouderenbonden Unie KBO (Katholieke Bond van Ouderen) en PCOB (Protestants Christelijke Ouderenbond). KBO-PCOB behartigt de belangen van ouderen rondom thema’s zoals pensioenen, eenzaamheid en gezond ouder worden. Deze thema’s zijn in vijf speerpunten verwoord: wonen, welzijn, zorg (speerpunt 1), veiligheid (speerpunt 2), koopkracht (speerpunt 3), digitalisering (speerpunt 4) en zingeving (speerpunt 5).
KBO-PCOB heeft meer dan 800 lokale afdelingen. Deze afdelingen organiseren ontmoetingsbijeenkomsten en uitjes, maar ook voorlichtingsavonden over bijvoorbeeld valpreventie, digitale veiligheid en eenzaamheid onder ouderen.